# Eskoriatza
Eskoriatza é um município da Espanha na província de Guipúscoa, comunidade autónoma do País Basco, de área 40,43 km² com população de 3958 habitantes (2007) e densidade populacional de 95,77 hab/km².

## Demografia
| Variação demográfica do município entre 1991 e 2004 | Variação demográfica do município entre 1991 e 2004 | Variação demográfica do município entre 1991 e 2004 | Variação demográfica do município entre 1991 e 2004 |
| --------------------------------------------------- | --------------------------------------------------- | --------------------------------------------------- | --------------------------------------------------- |
| 1991                                                | 1996                                                | 2001                                                | 2004                                                |
| 3860                                                | 3999                                                | 3925                                                | 3890                                                |